# H3 (lanceur)
Pour les articles homonymes, voir h3.
H3 est un lanceur spatial lourd développé par l'agence spatiale japonaise JAXA. L'objectif est de remplacer le principal lanceur japonais H-IIA par une fusée à la fois moins coûteuse et plus souple d'emploi. Le Japon souhaite en effet continuer à être autonome pour le lancement de ses satellites mais en réduisant le coût de cette indépendance. À cet effet, les caractéristiques du nouveau lanceur doivent lui permettre d'être concurrentiel sur le marché des lancements commerciaux contrairement à son prédécesseur et ainsi, via une cadence de lancements soutenue, de réduire les conséquences financières de cette autonomie.
L'architecture du lanceur H3 reprend celle de son prédécesseur avec un étage deux fois plus lourd et propulsé par deux à trois exemplaires du moteur-fusée à ergols liquides LE-9 plus simple et plus puissant que son prédécesseur. Les propulseurs d'appoint sont identiques au deuxième étage du lanceur léger Epsilon. Le nouveau lanceur est capable de placer 6,5 tonnes en orbite de transfert géostationnaire dans sa configuration la plus puissante. Pour tenir une cadence de lancement accrue, un deuxième pas de tir est construit à Tanageshima. Le développement du H3 est décidé en 2013 et le premier vol a lieu le 7 mars 2023 et se solde par un échec.

## Historique

### Contexte: préserver l'autonomie du Japon à un moindre coût
La fusée H-IIA, qui est le principal lanceur spatial japonais et qui a entamé sa carrière en 2001, est considéré en 2013 comme une réussite technique (à cette date, 23 vols ont été effectués dont un seul échec) mais il n'est pas parvenu à percer sur le marché des lancements commerciaux du fait de son coût et d'un certain manque d'adéquation aux besoins du marché. Seuls deux contrats de lancement pour le compte d'opérateurs de télécommunications ont été signés jusqu'ici. La cadence de tir très réduite (en moyenne deux tirs par an) entraîne une forte élévation du coût de production. Le gouvernement japonais, qui souhaite préserver l'indépendance du Japon dans le domaine des lancements mais veut en réduire l'impact financier, décide en juin 2013 de développer un nouveau lanceur mieux adapté aux besoins de la clientèle commerciale. Les objectifs assignés à la nouvelle fusée par l’Agence d'exploration aérospatiale japonaise (JAXA) sont de diviser par deux les coûts de fabrication, de réduire le niveau de vibration et de faciliter son adaptation aux besoins de la clientèle. Le nouveau lanceur doit ainsi être suffisamment concurrentiel pour pouvoir se positionner sur le marché des lancements de satellites commerciaux contrairement à son prédécesseur et ainsi atteindre une cadence de tir (et donc de production) à la fois régulière et nettement supérieure. Le projet a également pour objectif de maintenir les compétences des ingénieurs japonais dans le domaine des lanceurs et des moteurs-fusées. Le lanceur H3 doit remplacer le H-IIA au début de la décennie 2020,.

### Développement du lanceur H3
Après avoir finalisé le cahier des charges du nouveau lanceur en janvier 2014, l'agence spatiale japonaise publie en février 2014 un appel d'offres pour son développement. Elle sélectionne fin mars de la même année la proposition de la société Mitsubishi Heavy Industries, constructeur historique des lanceurs japonais. Le développement de la fusée H3 débute en 2014. L'agence spatiale japonaise décide également de renouveler les installations de lancement réalisées il y a 30 ans pour les débuts du lanceur H-II. Le budget japonais comprend en 2014 une ligne de 7 milliards de yens (50 millions €) pour lancer la conception. Le coût total du développement du nouveau lanceur est évalué à 1,34 milliard €. La JAXA espère que le coût du nouveau lanceur sera abaissé à environ 50 millions d'euros notamment grâce à des moteurs principaux de conception plus simple, une avionique moderne et la réutilisation du second étage du lanceur Epsilon.
Un deuxième pas de tir est construit près du pas de tir existant de la base de lancement de Tanegashima pour permettre de tenir la cadence de lancements visée (10 vols/an). Fin 2018, l'opérateur de satellites Inmarsat sélectionne le lanceur H3 pour le lancement d'un de ses satellites de télécommunications. Le système de propulsion du premier étage est testé à compter de janvier 2019 sur banc d'essais. La JAXA annonce en décembre 2022 que le premier vol aura lieu le 12 février 2023.
| Version               | H3                                                       | H-IIA                                                    | H-IIB                                        |
| --------------------- | -------------------------------------------------------- | -------------------------------------------------------- | -------------------------------------------- |
| Date 1er vol          | 2023                                                     | 2001                                                     | 2009                                         |
| Propulseurs d'appoint | 0, 2 ou 4 SRB (0 à 7 219 kN de poussée max durant 105 s) | 2 ou 4 SRB (4 119 à 8 239 kN de poussée max durant 98 s) | 4 SRB (7 594 kN de poussée max durant 116 s) |
| Premier étage         | 2 ou 3 x LE-9 (7 594 kN de poussée)                      | 1 x LE-7A (819 kN de poussée)                            | 2 x LE-7A (1667 kN de poussée)               |
| Deuxième étage        | 1 x LE-5B-2                                              | 1 x LE-5B                                                | 1 x LE-5B-2                                  |
| Longueur              | 57–63 m                                                  | 53–57 m                                                  | 56 m                                         |
| Diamètre              | 5,2 m                                                    | 4,0 m                                                    | 5,2 m                                        |
| Masse au lancement    | 293 - 608 t                                              | 285 - 347 t                                              | 531 t                                        |
| Poussée               | 3685-9683 kN                                             | jusqu'à 4913 kN                                          | 8372 kN                                      |
| Charge utile          | jusqu'à 6,5 t GTO                                        | 10-15 t LEO 4-6 t GTO                                    | 19 t LEO 8 t GTO                             |
| Coût                  |                                                          |                                                          |                                              |

## Caractéristiques techniques
Le lanceur H3, dont le premier étage est allongé par rapport à la série des H-IIA, est haut de 63 mètres pour un diamètre de 5,2 mètres dans sa version standard. Il comprend comme les versions précédentes deux étages propulsés par des moteurs-fusées à ergols liquides brûlant un mélange d'oxygène liquide et d'hydrogène liquide, ainsi que des propulseurs d'appoint à propergol solide. Le lanceur dans sa version standard est capable de placer une charge utile de 3 tonnes en orbite héliosynchrone et de 6,5 tonnes en orbite de transfert géostationnaire,,.

### Premier étage
Le premier étage L-200 a un diamètre de 5,20 pour une longueur de 36 mètres et une masse d'environ 230 tonnes. Il est propulsé dans sa version standard (la plus puissante) par trois moteurs-fusées à ergols liquides de type LE-9 utilisant un cycle à expandeur et brûlant un mélange oxygène/hydrogène liquide. Ce moteur a une impulsion spécifique plus faible que le LE-7A qui propulse le H-2A mais sa construction est plus simple et la poussée des trois moteurs combinés est quatre fois plus importante. Dans certaines configurations, l'étage n'a que deux moteurs LE-9. La durée de fonctionnement de la propulsion est de 322 secondes.

### Propulseurs d'appoint
Le lanceur utilise 0, 2 ou 4 propulseurs d'appoint à propergol solide pour adapter ses caractéristiques à la charge utile à satelliser. Le propulseur d'appoint SRB-3 est dérivé du deuxième étage de la fusée Epsilon, un autre lanceur japonais. Il est long de 14,6 mètres pour un diamètre de 2,5 mètres et une masse de 78 tonnes (311 tonnes en tout avec 4 SRB). Sa durée de fonctionnement est de 105 secondes.

### Deuxième étage
Le deuxième étage L-25 est identique à celui installé sur les versions précédentes du lanceur. Il est haut de 11 mètres pour un diamètre de 5,2 mètres et a une masse de 29,5 tonnes dont 25 tonnes d'ergols. Il est propulsé par un unique moteur LE-5B-2 de 137,5 kN de poussée dans le vide brûlant un mélange oxygène/hydrogène liquide. Sa durée de fonctionnement est de 800 secondes.

### Coiffe
Deux types de coiffe sont proposées, toutes deux d'un diamètre de 5,2 mètres : une coiffe de 10 mètres de hauteur pour les deux versions les moins puissantes et une de 16 mètres de haut pour les deux versions les plus puissantes. Dans sa version standard, la coiffe a un diamètre de 5,2 mètres pour une hauteur de 16 mètres.

## Les différentes versions de la fusée H3
Le lanceur H3 est proposé dans plusieurs configurations qui se différencient par le nombre de propulseurs d'appoint à propergol solide (0, 2 ou 4) et le nombre de moteurs-fusées LE-9 propulsant le premier étage (2 ou 3). Les autres caractéristiques des premier et deuxième étages sont communes à toutes les versions. La version standard, la plus puissante, dispose de trois moteurs au premier étage et de quatre propulseurs d'appoint. Il existe deux versions de la coiffe.
| Caractéristique          | H3-24L (version standard) | H3-30S                  | H3-22S              | H3-32L              |
| ------------------------ | ------------------------- | ----------------------- | ------------------- | ------------------- |
| Masse au lancement       | 608,8 t.                  | 293,5 t.                | 449,6 t.            | 541,6 t.            |
| Dimensions               | 63 m (h) x ∅ 5,2 m.       | 57 m (h) x ∅ 5,2 m.     | 57 m (h) x ∅ 5,2 m. | 63 m (h) x ∅ 5,2 m. |
| Charge utile             | GTO : 6,5 t.              | GTO : 2,1 t. SSO : 3 t. | GTO : 3,5 t.        | GTO : 5 t.          |
| Propulseurs d'appoint    | 4 x SRB                   | néant                   | 2 x SRB             | 2 x SRB             |
| Propulsion premier étage | 2 x LE-9                  | 3 x LE-9                | 2 x LE-9            | 3 x LE-9            |
| Coiffe                   | 16 m (h) x ∅ 5,2 m.       | 10 m (h) x ∅ 5,2 m.     | 10 m (h) x ∅ 5,2 m. | 16 m (h) x ∅ 5,2 m. |

## Comparaison avec les lanceurs de la même génération
La lanceur japonais H3 entre en production à peu près dans la même période de temps (début de la décennie 2020) que de nombreux autres lanceurs de même catégorie dont les principales caractéristiques sont résumées dans le tableau ci-dessous.
|                                     |               |         |         |           | Charge utile | Charge utile |                            |
| Lanceur                             | Premier vol   | Masse   | Hauteur | Poussée   | Orbite basse | Orbite GTO   | Autre caractéristique      |
| ----------------------------------- | ------------- | ------- | ------- | --------- | ------------ | ------------ | -------------------------- |
| H3 (24L)                            | 2023          | 609 t   | 63 m    | 9 683 kN  |              | 6,5 t        |                            |
| New Glenn                           | 2023          |         | 82,3 m  | 17 500 kN | 45 t         | 13 t         | Premier étage réutilisable |
| Vulcan (441)                        | 2023          | 566 t   | 57,2 m  | 10 500 kN | 27,5 t       | 13,3 t       |                            |
| Falcon Heavy (sans récupération)    | 2018          | 1 421 t | 70 m    | 22 819 kN | 64 t         | 27 t         | Premier étage réutilisable |
| Space Launch System (Bloc I)        | 2022          | 2 660 t | 98 m    | 39 840 kN | 95 t         |              |                            |
| Ariane 6 (64)                       | 2023          | 860 t   | 63 m    | 10 775 kN | 21,6 t       | 11,5 t       |                            |
| OmegA (Heavy)                       | 2021 (annulé) |         | 60 m    |           |              | 10,1 t       | Projet abandonné           |
| Falcon 9 (bloc 5 sans récupération) | 2018          | 549 t   | 70 m    | 7 607 kN  | 22,8 t       | 8,3 t        | Premier étage réutilisable |
| Longue Marche 5                     | 2016          | 867 t   | 57 m    | 10 460 kN | 23 t         | 13 t         |                            |

## Vol inaugural (mars 2023)
Le premier vol de la fusée H-3 est planifié en février 2023 et doit décoller de la Base de lancement de Tanegashima (sud-ouest du Japon). Il doit placer le satellite d'observation de la Terre ALOS-3 sur une orbite héliosynchrone. La version de puissance intermédiaire H3-22S (deux propulseurs d'appoint) est utilisée. La fusée décolle finalement le mardi 7 mars 2023 à 10 h 37 heure japonaise (2 h 37 en France). Le fonctionnement du premier étage, qui constitue la nouveauté du lanceur, est nominal mais la mise à feu du deuxième étage, qui est pourtant identique à celui du lanceur que remplace la H-3. Le lanceur reçoit l’ordre de s’autodétruire. L’agence spatiale japonaise JAXA ne fournit aucune information détaillée sur les causes de l'incident (on évoque une défaillance électrique),. Le prochain lancement est planifié en février 2024. Cet échec affecte le lancement de la sonde MMX, qui est repoussé de 2024 à 2026.

## Historique des lancements
- Succès
- Échecs partiels
- Échecs
- Prévus

| Date                  | Version lanceur | Charge utile                  | Nature satellite                             | Orbite                 | Masse au lancement | Commentaire |
| --------------------- | --------------- | ----------------------------- | -------------------------------------------- | ---------------------- | ------------------ | --- |
| 7 mars 2023           | H3-22S          | ALOS-3                        | Observation de la Terre                      | Orbite héliosynchrone  |                    | Échec |
| 17 février 2024       | H3-22S          | VEP-4 / CE-SAT-1E / TIRSAT 3U | Simulateur de masse et deux CubeSats.        | Orbite héliosynchrone  |                    | Succès. Pour éviter de perdre à nouveau un satellite coûteux, la charge utile est un simulateur de masse VEP-4 constitué d'une barre métallique de 2 tonnes, reliée au dernier étage pour être désorbité avec. |
| 30 juin 2024          | H3-30S          | ALOS-4                        | Observation de la Terre                      | Orbite héliosynchrone  | environ 3 tonnes   | Succès |
| 4 novembre 2024       | H3              | DSN-3 (Kirameki 3)            | Satellite de télécommunications militaire    | Orbite géostationnaire |                    | Succès |
| 2 février 2025        | H3              | QZS-6                         | Système de positionnement par satellite      | Orbite géostationnaire |                    | Succès |
| Lancements programmés |                 |                               |                                              |                        |                    | |
| vers 2025             | H3              | Kiku 9                        | Satellite de télécommunications expérimental | Orbite géostationnaire |                    | |
| vers 2025             | H3-24L          | HTV-X 1                       | Cargo spatial                                | Orbite basse           |                    | Ravitaillement de la station spatiale internationale |
| vers 2025             | H3-24L          | HTV-X 2                       | Cargo spatial                                | Orbite basse           |                    | Ravitaillement de la station spatiale internationale |
| vers 2025             | H3-24L          | HTV-X 3                       | Cargo spatial                                | Orbite basse           |                    | Ravitaillement de la station spatiale internationale |
| vers 2026             | H3-24L          | MMX                           | Sonde spatiale avec astromobile              | Orbite martienne       | environ 4 tonnes   | Étude des satellites naturels de Mars et retour sur Terre d'un échantillon de Phobos. |